# Takuya Nakamura
Takuya Nakamura (jap. 中村 卓矢, Nakamura Takuya; * 24. Juli 1984 in Tomakomai, Hokkaidō) ist ein japanischer Eishockeyspieler, der zuletzt bis 2010 bei den Tohoku Free Blades in der Asia League Ice Hockey unter Vertrag stand.        

## Karriere
Takuya Nakamura begann seine Karriere als Eishockeyspieler im Amateurteam X-united. Anschließend unterschrieb er einen Vertrag bei den Tohoku Free Blades, die in der Saison 2009/10 ihren Spielbetrieb in der Asia League Ice Hockey aufnahmen. In dieser blieb der Verteidiger in seinem Rookiejahr im professionellen Eishockey in 20 Spielen punktlos. Zudem erhielt er zehn Strafminuten. Nach der Saison wurde sein Vertrag nicht verlängert.  

## Asia-League-Statistik
(Stand: Ende der Saison 2010/11)